# Fabien Frankel
Fabien Joseph Frankel(Londres, Inglaterra, 6 de abril de 1994) es un actor franco-británico. Actualmente interpreta a Criston Cole en la serie de HBO La casa del dragón, una precuela de Juego de tronos y la adaptación del libro de George R. R. Martin, Fuego y sangre.

## Primeros años
Frankel nació en el Hospital de Chelsea y Westminster en el Oeste de Londres, hijo del actor inglés Mark Frankel y de la ejecutiva de publicidad francesa Caroline Besson. Su abuela paterna era de una familia judía de Bombay e Irak, y la familia de su abuelo paterno eran emigrantes judíos de Polonia y Rusia. El padre de Frankel murió en un accidente de tráfico cuando él tenía sólo dos años, mientras su madre estaba embarazada de su hermano menor Max. Los dos hermanos fueron criados en Londres por su madre, y hablaban francés en casa.  Esta los introdujo en el cine llevándolos a la sala una vez a la semana. 
Frankel realizó un curso de iniciación de un año en la Royal Academy of Dramatic Art (RADA) antes de graduarse con una Bachelor of Arts en Interpretación Profesional en la London Academy of Music and Dramatic Art (LAMDA) en 2017.

## Carrera
La carrera de Frankel comenzó en el escenario en la producción de 2017 de The Knowledge en el Charing Cross Theatre. Debutó en la pantalla en 2019 en la película de comedia romántica Last Christmas. Ese mismo año, fue elegido como el protagonista Theo Sipowicz en un piloto para una potencial serie spin-off de NYPD Blue en ABC.
En 2021, Frankel apareció como Dominique Renelleau en el drama criminal de BBC One y Netflix La serpiente. Interpreta al caballero dorniense Ser Criston Cole en la serie de fantasía de 2022 de HBO La casa del dragón, una precuela de Juego de tronos y adaptación directa del libro de George R. R. Martin de 2018 Fuego y sangre.